# Za dobra stara vremena
«Za dobra stara vremena» — музичний альбом гурту Novi fosili. Виданий 1986 року лейблом Jugoton. Загальна тривалість композицій становить 31:22. Альбом відносять до напрямку поп.

## Список пісень
Сторона A
1. «Sjeti se» — 3:24
2. «Momo, zašto plačeš» — 2:58
3. «Ma, nemoj» — 2:47
4. «Za dobra, stara vremena» — 3:52
5. «Boby No. 1» — 2:50

Сторона B
1. «Putuj sretno» — 2:36
2. «Nani» — 2:47
3. «Lorena» — 3:32
4. «Do zadnjeg dinara» — 3:44
5. «Naš stari» — 2:52